# Platanthera holmboei
Platanthera holmboei är en orkidéart som beskrevs av Harald Lindberg. Platanthera holmboei ingår i släktet nattvioler, och familjen orkidéer. Inga underarter finns listade i Catalogue of Life.

## Bildgalleri

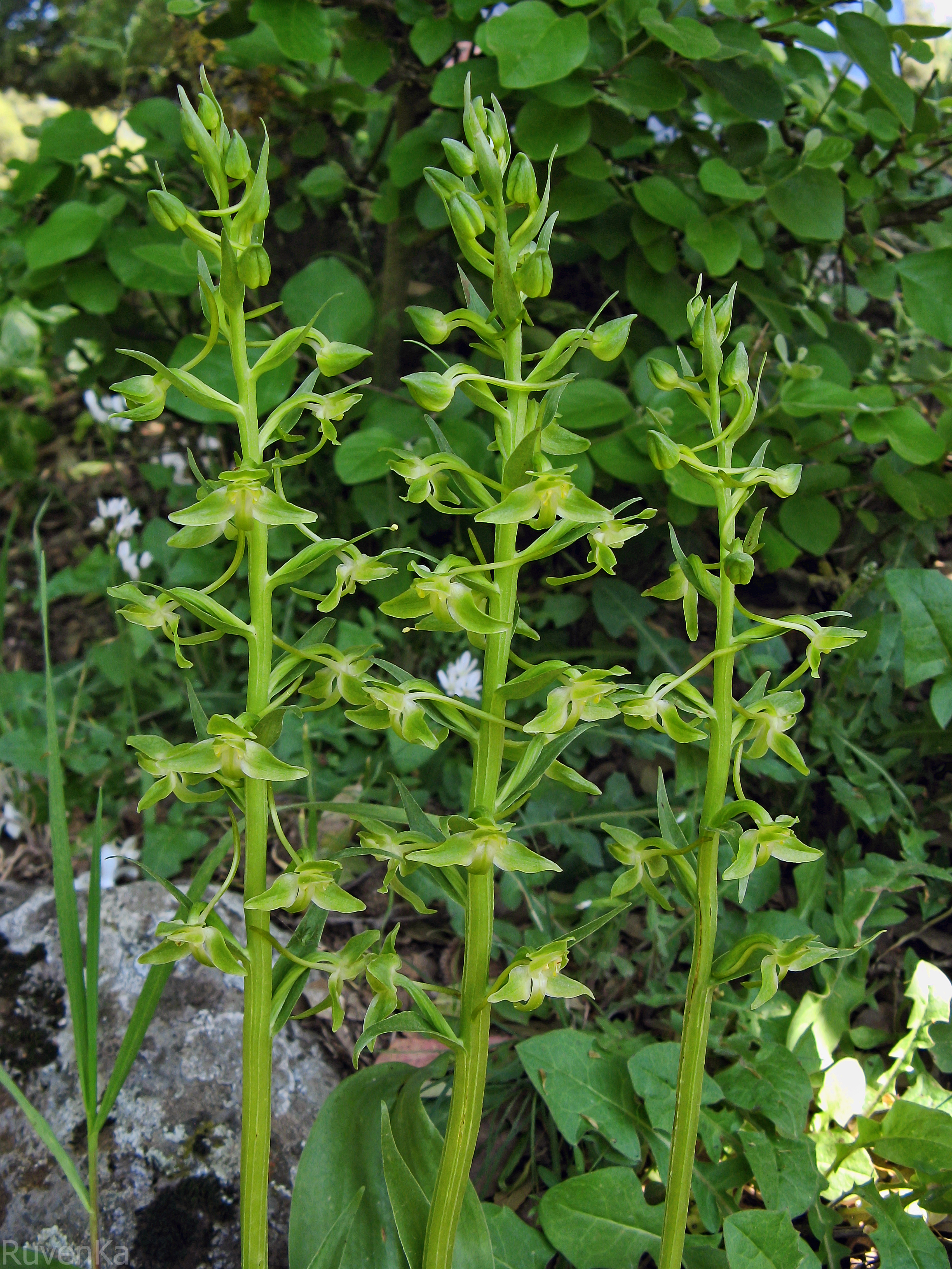
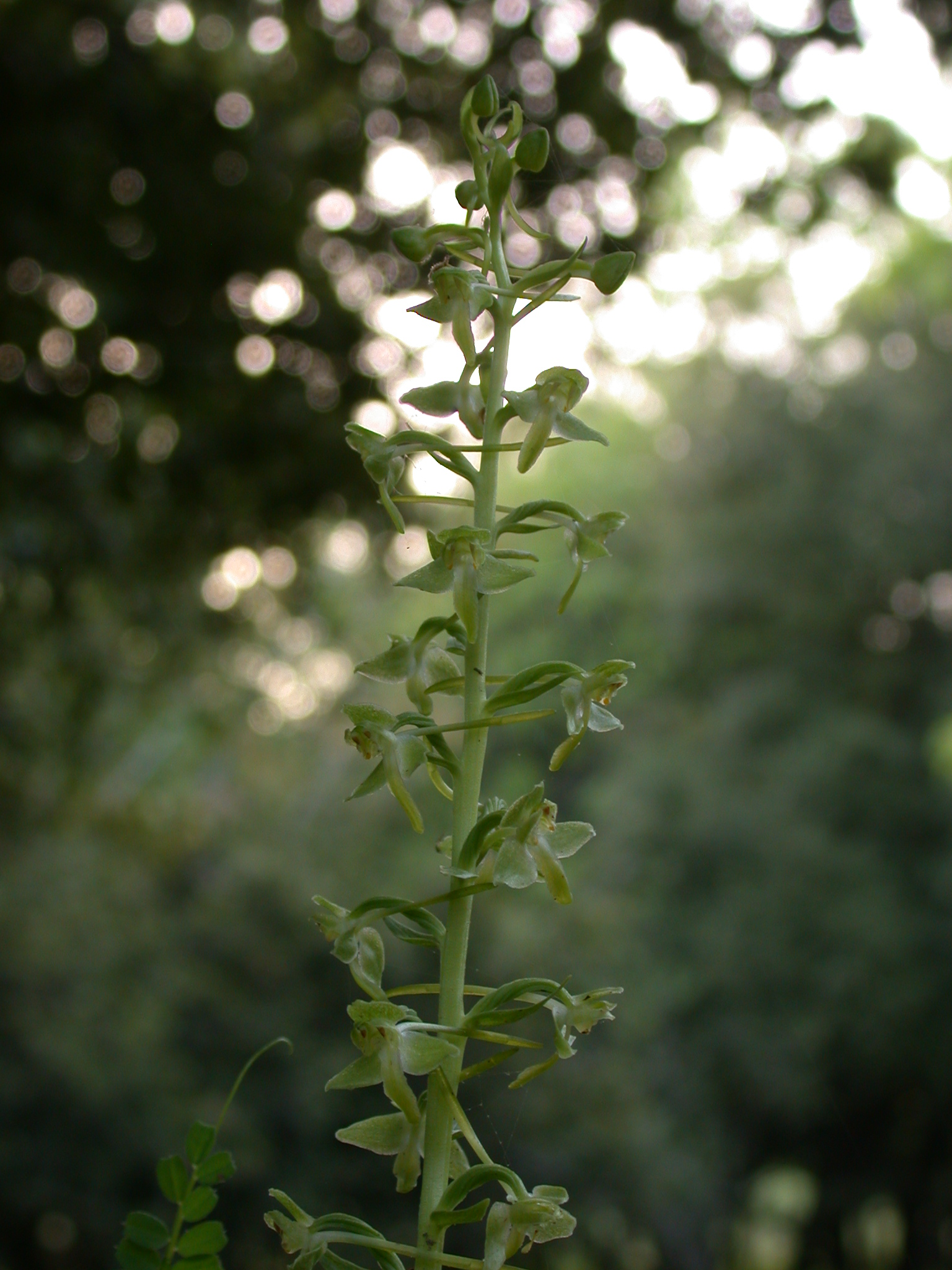
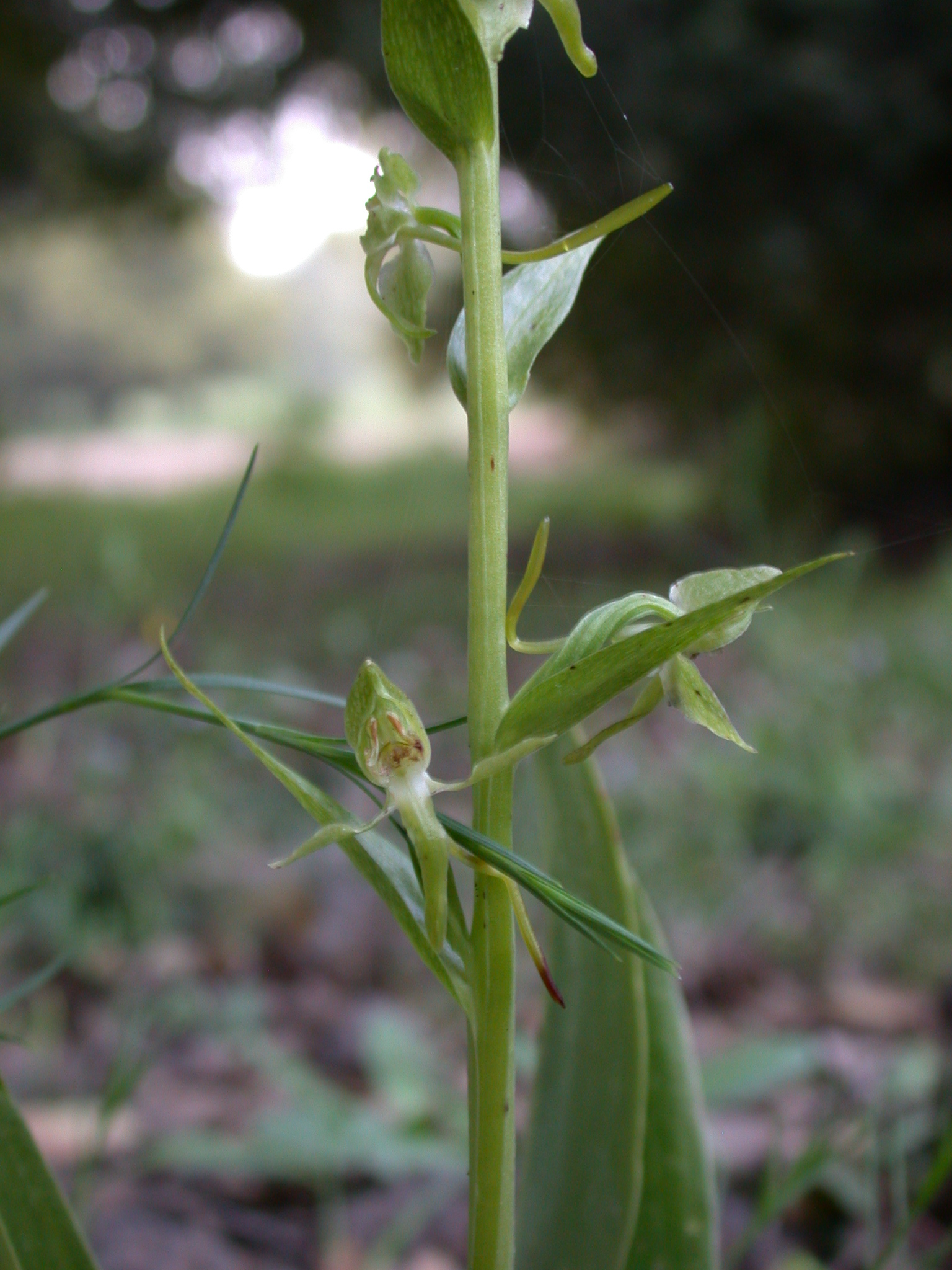
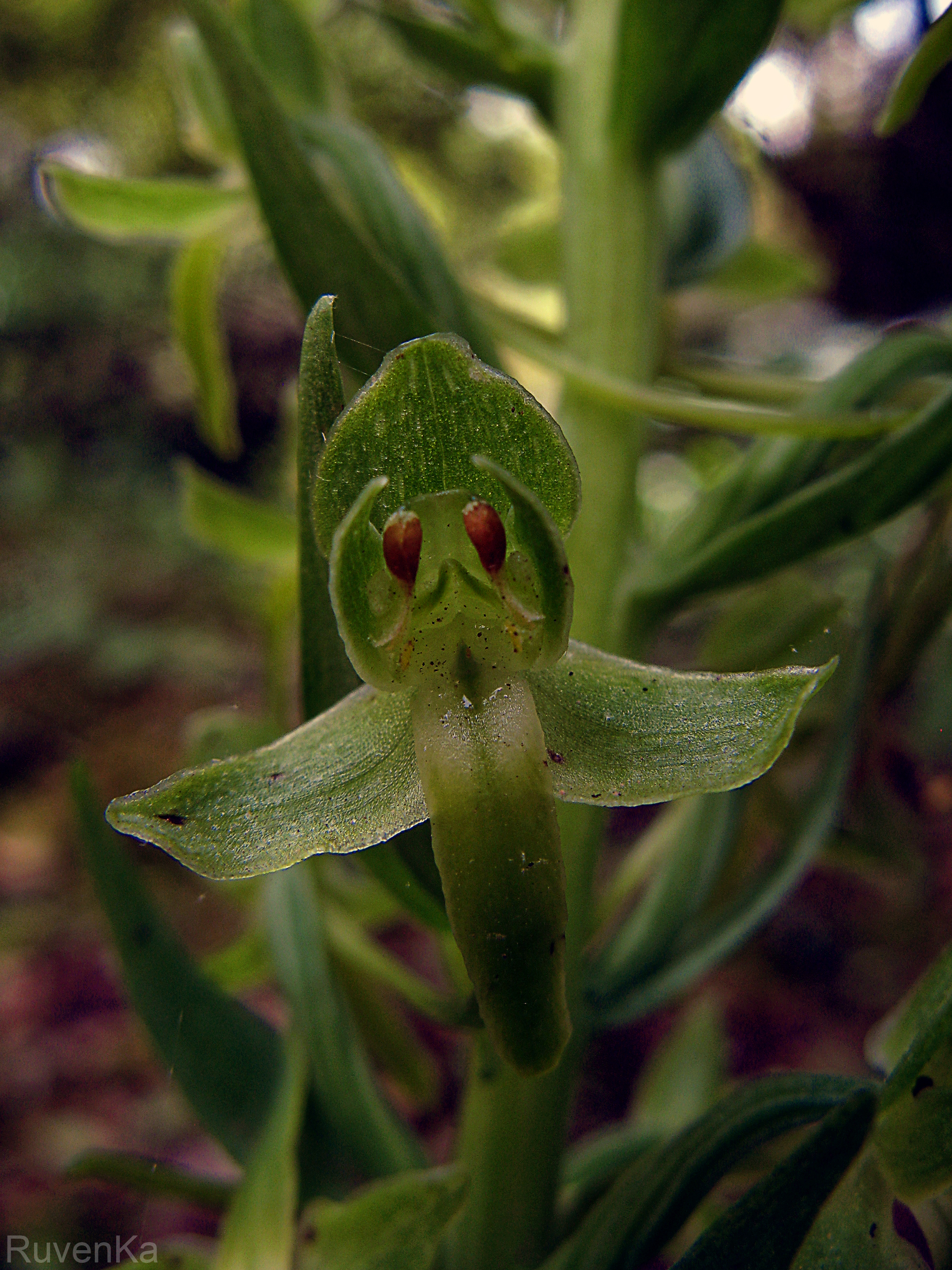